# Cukrownik czarnobrody
Cukrownik czarnobrody (Dacnis nigripes) – gatunek małego ptaka z rodziny tanagrowatych (Thraupidae). Samiec jest bardzo podobny do cukrownika niebieskiego. Występuje w Ameryce Południowej – jest endemitem południowo-wschodniej Brazylii. W Czerwonej księdze gatunków zagrożonych IUCN klasyfikowany jest jako gatunek bliski zagrożenia (NT, Near Threatened).

## Systematyka
Pierwszego naukowego opisu gatunku dokonał austriacki ornitolog August von Pelzeln w 1856 roku, nadając mu nazwę Dacnis nigripes. Opis ukazał się na łamach czasopisma „Sitzungsberichte der Kaiserlichen Akademie der Wissenschaften. Mathematisch-Naturwissenschaftliche Classe”. Jako miejsce typowe autor wskazał Nova Friburgo w Brazylii. Nie wyróżnia się podgatunków.

### Etymologia
- Dacnis: greckie δακνις daknis – rodzaj ptaka z Egiptu, dotychczas niezidentyfikowany, wymieniony przez Hezychiusza i Pompejusza Festusa[10].
- nigripes: łac. niger „czarny”, łac. pes, pedis „stopa, stopy”[11].

## Morfologia
Mały ptak o krótkim, stożkowym, ostro zakończonym i lekko zaokrąglonym czarnym dziobie; górna szczęka nieco dłuższa. Nogi czarne lub szarawe. Tęczówki w kolorze od czerwonobrązowych do ciemnobrązowych. Występuje dymorfizm płciowy. Samce są dosyć jednolicie ubarwione. Przeważa kolor od zielonkawoniebieskiego do turkusowego. Pokrywy ogonowe i podogonowe od jasnoturkusowych do zielonkawoniebieskich, dolne części ciała jasnoturkusowe. Pokrywy skrzydłowe i lotki pierwszego rzędu czarne, lotki drugiego rzędu czarne z dosyć szeroką niebieską obwódką. Okolice dzioba, oka i cienka smuga brwiowa czarne, na gardle i podgardlu cienki czarny śliniak, reszta głowy turkusowa. Ogon krótki, czarny, z zewnętrznymi sterówkami o niebieskich krawędziach.
Samice ubarwione bardziej jednolicie, przeważają kolory brązowo-oliwkowe na grzbiecie z zielonkawymi i turkusowo-niebieskimi odcieniami na głowie, pokrywach skrzydeł i kuprze. Dolne części ciała płowożółte. Młode osobniki są bardzo podobne do dorosłej samicy, ale z nieregularnymi plamami zielonkawoniebieskimi lub turkusowymi na dolnej części ciała.
Długość ciała 11 cm, masa ciała: samce 12–15 g, samice 11–15,5 g. Długość dzioba 11–12 mm, długość ogona 34–38 mm, długość skrzydła: samce 60–62 mm, samice 59–62 mm.

## Zasięg występowania
Cukrownik czarnobrody występuje na terenach położonych na wysokości od poziomu morza do 800 m n.p.m., jednak sporadycznie spotykany jest do 1700 m n.p.m. Jego zasięg występowania, według szacunków organizacji BirdLife International, obejmuje około 250 tys. km². Występuje punktowo w całym regionie przybrzeżnym południowo-wschodniej Brazylii od stanu Espírito Santo do stanu Santa Catarina.

## Ekologia
Jego głównym habitatem są wilgotne lasy tropikalne, głównie nizinne (tzw. „las atlantycki”). Gatunek ten zasiedla obrzeża lasów, zarówno pierwotnych jak i wtórnych, szczególnie w obszarach sąsiadujących z terenami podmokłymi. Jest gatunkiem osiadłym, chociaż obserwowane są niewielkie migracje wysokościowe. Długość pokolenia jest określana na 3,7 roku. 
Cukrownik czarnobrody jest gatunkiem wszystkożernym. Jego dieta składa się z owoców, nektaru, owadów i niektórych nasion. Żeruje od średniego piętra do koron drzew. Zazwyczaj obserwowany jest w niewielkich, liczących 2–5 osobników grupach w godzinach porannych, w późniejszym czasie dołącza do większych stad mieszanych.

### Rozmnażanie
Okres lęgowy przypada na okres letni od listopada do lutego. Gniazda znajdują się w niewielkiej odległości od siebie i zakładane są w miejscach z dużą dostępnością pożywienia. Budowane są przez oboje rodziców, z tym że wstępne prace przeprowadza samiec. Tkane są na gałęziach drzew na wysokości od 5 do 9 m nad ziemią, mają średnicę około 8 cm i wysokość około 25 cm, ze względu na zwisające porosty i epifity używane do ich budowy, które także służą ich zamaskowaniu. W lęgu dwa jaja wysiadywane tylko przez samicę, która w tym czasie karmiona jest przez samca. Czas inkubacji to około dwa tygodnie, pisklęta przebywają w gnieździe 13–14 dni.

## Status
W Czerwonej księdze gatunków zagrożonych IUCN cukrownik czarnobrody jest klasyfikowany jako gatunek bliski zagrożenia (NT, Near Threatened). Liczebność populacji jest szacowana na 6700 dorosłych osobników, w nie więcej niż 100 odrębnych lokalizacjach; ptak ten opisywany jest jako rzadki. Trend populacji uznawany jest za spadkowy z powodu zagrożeń związanych z degradacją i zmniejszaniem się habitatu.